# برومهيل بارك
حديقة برومهيل بارك Broomhill Park هي حديقة غابات شبه طبيعية بين طريق شيرينجتون وطريق الوادي في إبسويتش، سوفولك، إنجلترا. في العصور القديمة كان يطلق عليه بروم هيل. تحتوي الحديقة على العديد من أشجار البلوط التاريخية الجميلة ووفرة من أشجار الصنوبر الاسكتلندية. تحتوي الحديقة على مسبح برومهيل، وهو ليدو مدرج من الدرجة الثانية، والذي يقوم صندوق برومهيل بول ترست بحملة لإعادة فتحه.

## التاريخ
لسنوات عديدة، كان هذا خشبا مملوكا للقطاع الخاص على قمة تل في ضواحي إبسويتش يسمى بروم هيل. في القرن ال19 وأوائل القرن ال20 تم بيع الأرض بين التل ونورويتش الطريق للإسكان. تم بناء طريق بروم هيل على سبيل المثال في عام 1888.
في عام 1925، باع جورج شيرينجتون بروم هيل إلى مجلس إبسويتش بورو.  تم بناء طريق دائري حول إبسويتش في عام 1926 ثم قسم طريق الوادي الغابة إلى نصفين، بقطعة أكبر شمال طريق الوادي، وقطعة أصغر في
الجنوب.

## ملعب كرة القدم
الحديقة لها أهمية تاريخية لنادي إبسويتش تاون لكرة القدم. لعب نادي إبسويتش تاون لكرة القدم مبارياته الأولى من عام 1877 إلى عام 1883 في برومهيل.  كانت الأرض مملوكة لجورج شيرينجتون، الذي كان قوة دافعة في تشكيل وإدارة النادي في أول 20 عاما. جورج شيرينجتون وشقيقه ويليام، اللذان تعلما في مدرسة إبسويتش، لعبا في نادي إبسويتش تاون في 1870 و 1880.  استخدم اللاعبون سقيفة في حانة إنكرمان عبر الطريق كغرفة ملابس. 
في عام 1883 عندما انتقل نادي إبسويتش تاون الآسيوي إلى أرضه في طريق بورتمان، تم استخدام ملعب برومهيل من قبل نادي الرجبي.
في عام 1888 اندمجت إيتافك مع نادي إبسويتش للرجبي لتشكيل نادي إبسويتش تاون لكرة القدم. 

## المرافق
لا تحتوي الحديقة على مرافق على هذا النحو، لأنها مجرد غابات شبه طبيعية. تشتهر الحديقة بالمشاة ومشاة الكلاب واكتشاف الطيور والحشرات ؛ وللأطفال الذين يمكنهم اللعب في الحفر الرملية الطبيعية وجذور الأشجار والعشب الخصب. 
مكتبة عامة تسمى مكتبة ويستبورن، على طريق شيرينجتون، تعود إلى الحديقة. يعتقد أن المبنى قد تم بناؤه كوحدة لإزالة التلوث في عام 1938. 